# Onofre Jarpa

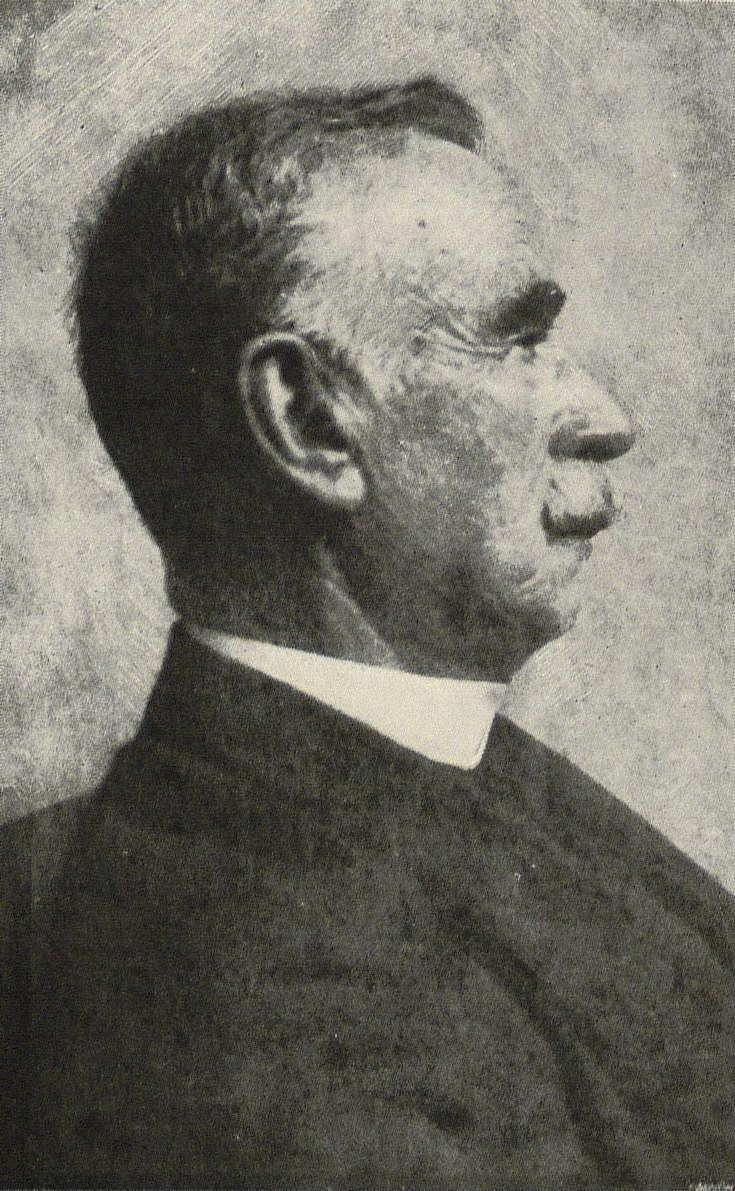
Onofre Jarpa

Onofre Jarpa Labra (* 12. Juni 1849 in Villa de Alhué; † 15. Februar 1940 in Santiago de Chile) war ein chilenischer Maler.

## Leben
Jarpa begann seine Ausbildung fünfzehnjährig bei Salustio Carmona. Seit 1866 studierte er an der Academia de Bellas Artes in Santiago bei Alejandro Ciccarelli und Ernst Kirchbach. Daneben war er Schüler von Antonio Smith. Als Stipendiat der chilenischen Regierung reiste er 1881 nach Europa. Er nahm dort in Spanien Unterricht bei Francisco Pradilla und in Italien bei Marco Calderini, besuchte das Kloster Montserrat und bereiste Palästina und den Libanon.
Nach seiner Rückkehr nach Chile wurde er vor allem als Landschafts- und Porträtmaler bekannt. Seine Werke wurden auf zahlreichen Ausstellungen in Chile, Argentinien, Frankreich und Spanien gezeigt. 1910 wurde er mit einer Goldmedaille bei der Exposición Internacional de Santiago ausgezeichnet. Eine Retrospektive seiner Werke veranstaltete das Instituto Cultural de Las Condes in Santiago 1975. Eine größere Anzahl seiner Gemälde befindet sich im Besitz des Museo Nacional de Bellas Artes.
Zu seinen zahlreichen Schülern, denen er privaten Unterricht gab, zählten José Tomás Errázuriz, Alberto Valenzuela Llanos, Eugenio Guzmán Ovalle, Manuel Aspillaga, Gustavo Carrasco, Jorge Délano, Guillermo Olea, Manuel Cerda und Elena Calvo.

## Werke
- Palmas de Ocoa
- Laguna de Aculeo
- Paisaje de Alhué
- Retrato de la Señora Josefina Lira de Barros
- En las Cordilleras de Chillán
- Crisantemos
- Palmas de Ocoa
- Tanhume
- Las Termas de Chillán
- Cordillera de Petorca
- Paisaje Cordillerano
- Araucarias
- Paisaje Palmeras
- Paisaje
- Paisaje de Palmeras
- Palmas de Cocalán
- Araucarias
- Paisaje de Lo Orrego